# Abbaye d'Altmünster
L'abbaye d'Altmünster est une abbaye bénédictine disparue située sur le plateau Altmünster dans le quartier de Clausen à Luxembourg.

## Histoire
D'abord monastère privé, l'abbaye est fondée en 1083 par le comte de Luxembourg Conrad Ier qui voulait un centre religieux pour son comté. Les moines qui s'y établirent venaient des abbayes de Saint-Airy et de Saint-Vanne à Verdun. 
Les comtes de Luxembourg sont héréditairement avoués de l'abbaye.
Le fils de Conrad, le comte Guillaume Ier, dédie l'abbaye à Notre-Dame en 1223 mais pour la population elle continue d'être désignée par le terme de « Mënster » (en allemand : Münster ; « église de monastère » ou tout autre bâtiment religieux important). Au cours de cette période, l'abbaye passe directement sous le contrôle du Pape, de telle sorte que ni Saint-Vanne ni les autorités séculières ne purent interférer dans ses affaires.
Plus tard, l'école du monastère reçoit le privilège d'être l'unique lieu d'enseignement de la ville et son influence s'étendait jusqu'au comté de Bar. Entre autres choses, les langues françaises et allemandes étaient enseignées aux élèves.
Jusqu'au règne d'Henri IV, tous les comtes de Luxembourg étaient traditionnellement inhumés dans cette abbaye. Charles IV repris cette tradition et éleva un monument funéraire monumental pour son père, Jean.
La destruction de l'abbaye est probablement ordonnée par le roi de France François Ier, qui occupe la forteresse le 11 septembre 1543 pendant la Neuvième guerre d'Italie de 1542 à 1546 et voulait empêcher les troupes de Charles Quint d'occuper l'abbaye durant le prochain siège.
Juste avant que le monastère ne fut détruit, l'abbé Jean Harder fit transporter tous les biens de valeur en sécurité à Trèves. Les restes de Jean de Bohème furent déposés dans l'église des franciscains à l'emplacement actuel de la place Guillaume II.
Les bénédictins déménagèrent à l'hospice Saint-Jean et y restèrent jusqu'à ce qu'une nouvelle abbaye fut établie, en 1606, sous l'abbé Petrus Roberti, pas très loin de l'ancienne, dans le quartier du Grund. Le monastère (Münster) d'origine devint alors l'Altmünster, et le nouveau prit le nom de Neumünster.